# Marubozu negre
Un Marubozu negre (en anglès: Black Marubozu) és una espelma japonesa similar a una espelma negra llarga, però que es caracteritza per no tenir ombra, ni superior ni inferior, i és un fortíssim senyal baixista. Basant-se en aquest, hi ha la variant «Marubozu negra en obertura» que té una petita ombra inferior, i la variant «Marubozu negra en tancament» que té una petita ombra superior.

## Criteri de reconeixement
1. El Marubozu negre és una espelma negra llarga sense ombra superior ni inferior, de manera que l'obertura és igual al low, i el tancament és igual al high

### Variants
A. El «Marubozu negre en obertura» significa que no hi ha ombra a l'obertura (no hi ha ombra superior), però que n'hi ha al tancament (ombra inferior)
B. El «Marubozu negre en tancament» significa que no hi ha ombra a tancament (no hi ha ombra inferior), però que n'hi ha a l'obertura (ombra superior)

## Explicació
El Marubozu negre significa que el preu d'obertura ha estat el màxim de la sessió, i que aquesta ha tancat al seu mínim. Si ja per si sola és indicativa del fet que els bears han tingut el control total de la sessió des de l'inici fins al final, com més llarga sigui l'espelma amb relació a les altres del seu context, més indicativa és de la fortíssima pressió venedroa. Donada aquesta, els bulls tanquen posicions, afegint més llenya al foc baixista.
El «Marubozu negre en obertura» significa que els bears han controlat tota la sessió menys al final, quan a tancament s'ha produït una mínima correcció (ombra inferior), que ha distanciat el low del tancament.
El «Marubozu negre en tancament» significa que després d'un petit augment a l'obertura, donant lloc un high superior a l'obertura, els bears han pres el control fins al tancament fent coincidir aquest amb el low.

## Factors importants
Un Marubozu negre és una única espelma i malgrat que indica una fortíssima pressió venedora, s'han d'interpretar en el context en el qual apareix. Si ho fa enmig d'una tendència baixista, significarà continuïtat; però si ho fa al final d'una tendència alcista, pot significar un canvi de la tendència alcista en haver-se arribar a un nivell de resistència i haver aparegut la forta pressió venedora. Inclús si apareix després d'una llarga i persistent tendència baixista pot servir d'advertència de sobrevenda i, per tant, indicar un possible retrocés. Així doncs, la seva interpretació no pot anar deslligada de les espelmes adjacents.
El «Marubozu blanc en obertura» enmig d'una tendència baixista és un Cinturó ajustat baixista, i indica un possible canvi de tendència.